# OV Волопаса
OV Волопаса (лат. OV Boötis) — карликовая новая, двойная катаклизмическая переменная звезда типа SU Большой Медведицы (UGSU)*, затменная переменная звезда типа Алголя (EA) в созвездии Волопаса на расстоянии приблизительно 689 световых лет (около 211 парсеков) от Солнца. Видимая звёздная величина звезды — от +19,6m до +18,2m. Орбитальный период — около 0,04626 суток (1,12 часа)*.

## Характеристики
Первый компонент — аккрецирующий белый карлик или пульсирующий белый карлик, переменная звезда типа ZZ Кита (ZZ) спектрального класса DAe. Масса — около 0,892 солнечной, радиус — около 0,0091 солнечного*. Эффективная температура — около 14200 K*.
Второй компонент — коричневый карлик. Масса — около 0,058 солнечной, радиус — около 0,0969 солнечного.